# Scream in Blue Live
Scream in Blue Live är ett livealbum av Midnight Oil, utgivet 1992.

## Låtlista
1. "Scream in Blue" - 2:55 (inspelad 15 juni 1984, studioversion på 10, 9, 8, 7, 6, 5, 4, 3, 2, 1)
2. "Read About It" - 3:52 (inspelad 1990 i Boondall Centre, Brisbane, studioversion på 10, 9, 8, 7, 6, 5, 4, 3, 2, 1)
3. "Dream World" - 3:41 (inspelad 1990 i Boondall Centre, Brisbane, studioversion på Diesel and Dust)
4. "Brave Faces" - 4:59 (inspelad 27 november 1982 i Capitol Theatre, Sydney, studioversion på Place Without a Postcard)
5. "Only the Strong" - 5:40 (inspelad 27 november 1982 i Capitol Theatre, Sydney, studioversion på 10, 9, 8, 7, 6, 5, 4, 3, 2, 1)
6. "Stars of Warburton" - 5:03 (inspelad år 1990 i Boondall Centre, Brisbane, studioversion på Blue Sky Mining)
7. "Progress" - 6:16 (inspelad 30 maj 1990 på Manhattan, studioversion på Species Deceases)
8. "Beds Are Burning" - 4:05 (inspelad juni 1989 i Darlinghurst, studioversion på Diesel and Dust)
9. "Sell My Soul" - 4:10 (inspelad 1990 i Boondall Centre, Brisbane, studioversion på Diesel and Dust)
10. "Sometimes" - 3:28 (inspelad juni 1989 i Darlinghurst, studioversion på Diesel and Dust)
11. "Hercules" - 4:56 (inspelad 1990 i Boondall Centre, Brisbane, studioversion på Species Deceases)
12. "Powderworks" - 5:50 (inspelad 27 november 1982 i Capitol Theatre, Sydney, studioversion på Midnight Oil)
13. "Burnie" - 5:04 (från Place Without a Postcard)